# Friedrich Christoph Dahlmann
Pour les articles homonymes, voir Dahlmann.
Friedrich Christoph Dahlmann, né le 13 mai 1785 à Wismar, en Poméranie suédoise et mort le 5 décembre 1860 à Bonn, en province de Rhénanie, est un historien et homme politique prussien.

## Biographie
Après des études de littérature classique en Prusse et au Danemark, Dahlmann s’intéresse aux idées nouvelles propagées par la Révolution française et se convertit au nationalisme. À partir de 1815, il devient ainsi un fervent défenseur de la germanité des duchés de Schleswig et de Holstein face aux prétentions du royaume de Danemark.
Chassé des duchés, il s’installe à Göttingen vers 1829, il participe à la réforme de la constitution et des institutions hanovrienne. Mais, en 1837, le roi Ernest-Auguste Ier de Hanovre abolit la nouvelle constitution et Dahlmann fait partie des sept professeurs qui protestent officiellement contre ce qu’ils considèrent comme un coup-d’État.
En 1842, Dahlmann devient professeur à l’Université de Bonn. Les années qui suivent, il publie plusieurs ouvrages d’histoire relatifs aux duchés danois mais aussi aux révolutions anglaise et française. En 1848, éclate la Révolution de Mars et Dahlmann est considéré par de nombreux Allemands comme le « père de la nationalité allemande ». Élu à la nouvelle diète, Dahlmann cherche alors à exclure l’Autriche de la confédération allemande et à donner la couronne impériale à Frédéric-Guillaume IV de Prusse.
Après le refus du roi de Prusse de prendre la tête d’une Allemagne unifiée et l’échec de la Révolution, Dahlmann se retire de la vie politique et se consacre à sa carrière professorale à Bonn.